# 中野高
中野 高（なかの たかし、1984年7月21日 - ）は、日本の競泳選手。専門は背泳ぎ。東京都立川市出身。
八王子高等学校から法政大学に進学、日本学生選手権水泳競技大会の200m背泳ぎで3回優勝している。
法政大学を卒業後、ミズノスイムチームに所属した。北京オリンピックの200m背泳ぎに出場、この大会ではSPEEDO社のレーザー・レーサーが好記録を生み出すことから、水着の選択に揺れた選手もいたが、これには目もくれず、ミズノの水着で出場した。予選で1分59秒59、準決勝に進出できず敗退した。